# Libnotes rhizosema
Libnotes rhizosema är en tvåvingeart som först beskrevs av Paul Gustav Eduard Speiser 1909.
Libnotes rhizosema ingår i släktet Libnotes och familjen småharkrankar. Inga underarter finns listade i Catalogue of Life.